# 281459 Kyrylenko
281459 Kyrylenko este un asteroid din centura principală de asteroizi.

## Descriere
281459 Kyrylenko este un asteroid din centura principală de asteroizi. A fost descoperit pe 27 septembrie 2008 la observatorul astronomic din Andrușivka. Asteroidul prezintă o orbită caracterizată de o semiaxă mare de 2,25 ua, o excentricitate de 0,23 și o înclinație de 2,4° în raport cu ecliptica.